# آیرنکلد انونسیبل
آیرنکلد اینوینسیبل (به انگلیسی: French ironclad Invincible) یک کشتی بود که طول آن ۷۷٫۲۵ متر (۲۵۳ فوت ۵ اینچ) بود. این کشتی  در سال ۱۸۶۱ ساخته شد.